# میدان نفتی آغاجاری
میدان نفتی آغاجاری از میادین نفتی ایران است، که در محدوده شهرستان آغاجاری در استان خوزستان و در جنوب‌غربی ایران قرار دارد. میدان آغاجاری در سال ۱۳۱۵ توسط شرکت نفت ایران و انگلیس کشف شد و از سال ۱۳۱۷ بهره‌برداری از آن آغاز گردید.
میدان آغاجاری از شمال با میدان کرنج، از جنوب با میدان رامشیر، از شرق با میدان پازنان و از غرب با میدان مارون همجوار است. حجم ذخیره درجای نفت خام این میدان در حدود ۲۸ میلیارد بشکه برآورد می‌شود. هم‌اکنون (۱۳۹۵) ظرفیت تولید نفت خام میدان آغاجاری به‌طور متوسط ۱۷۰ هزار بشکه در روز و میزان تولید گازهای همراه این میدان ۹۵ میلیون فوت مکعب (معادل ۲٫۷ میلیون متر مکعب) در روز می‌باشد. حداکثر ظرفیت تزریق گاز به این میدان نیز روزانه ۲ میلیارد فوت مکعب (معادل ۵۶ میلیون مترمکعب) است، که گاز مورد نیاز آن، از طریق خطوط لوله از میدان پارس جنوبی تأمین می‌شود. میدان نفتی آغاجاری از میادین تحت مدیریت شرکت ملی مناطق نفت‌خیز جنوب است که عملیات تولید و تزریق گاز در مخزن آسماری آن توسط شرکت بهره‌برداری نفت و گاز آغاجاری انجام می‌گیرد.

## تاریخچه
عملیات حفاری اکتشافی نخستین بار در سال ۱۳۰۵ در مخزن آسماری میدان نفتی آغاجاری، توسط کنسرسیوم دارسی آغاز شد، ولی یک دهه بعد در سال ۱۳۱۵ وجود ذخایر اقتصادی نفت و گاز در این میدان توسط شرکت نفت ایران و انگلیس به اثبات رسید و بلافاصله عملیات احداث تأسیسات فرآورش و بهره‌برداری آغاز گردید. دو سال بعد تولید نفت خام از طریق چاه شماره ۳ آغاجاری شروع شد. نخستین محموله نفتی میدان آغاجاری نیز در سال ۱۳۲۳ توسط خط لوله به آبادان ارسال گردید. در سال ۱۳۲۹ میدان نفتی آغاجاری از طریق ۱۶ حلقه چاه، معادل نیمی از حجم فرآورده‌های نفتی ایران را تولید می‌کرد. در سال ۱۳۳۶ تعداد چاه‌های فعال تولیدی در این میدان به ۲۳ حلقه رسید و تا سال ۱۳۳۷ در مجموع بیش از یک میلیارد بشکه نفت خام از میدان آغاجاری استخراج شده بود. در سال ۱۳۴۳ شمار ۶۹ حلقه چاه نفت تولیدی در این میدان فعال بود.
تولید میدان آغاجاری در سال ۱۳۵۵ با گذشتن از مرز یک میلیون و ۱۰۰ هزار بشکه در روز، به نقطه اوج خود رسید، ولی با افزایش عمر میدان و تخلیه مخازن، تولید آن به تدریج کاهش یافت. تزریق گاز در میدان آغاجاری پس از احداث ایستگاه تزریق گاز آغاجاری (بزرگترین ایستگاه تزریق گاز خاورمیانه) از سال ۱۳۸۸ آغاز گردید و هم‌اکنون حداکثر ظرفیت تزریق روزانه گاز در این میدان، به‌طور میانگین معادل ۲ میلیارد فوت مکعب در روز می‌باشد، که از طریق ۱۶ حلقه چاه تزریقی صورت می‌پذیرد. در حال حاضر ظرفیت تولید نفت خام این میدان به‌طور متوسط ۱۷۰ هزار بشکه در روز می‌باشد.

## مشخصات مخزن

### مخزن آسماری
میدان نفتی آغاجاری در محدوده میانی فروافتادگی دزفول واقع شده و ساختمان آن در سازند آسماری، تاقدیسی طویل و نامتقارن است. در سطح زمین یک گسل واژگونه در یال جنوب این تاقدیس عمل کرده و موجب برگشتگی آن یال در سطح و حذف طبقات سازند گچساران (پوش سنگ) شده، به همین علت گاز در لایه‌های غیرمخزنی (بخش هفتم از سازند گچساران) تجمع حاصل کرده، یا به سطح زمین راه یافته‌است. مخزن آسماری میدان نفتی آغاجاری در سال ۱۳۱۵ با حفر چاه شماره-۲ آغاجاری کشف گردید. حجم ذخیره درجای نفت خام مخزن آسماری میدان آغاجاری بالغ بر ۱۴٫۲ میلیارد بشکه تخمین زده می‌شود.

### مخزن بنگستان
مخزن بنگستان میدان آغاجاری در سال ۱۳۳۷ با حفر چاه شماره-۳۰ آغاجاری، توسط شرکت اکتشاف و تولید نفت ایران کشف گردید. با وجودی که مخزن بنگستان میدان آغاجاری توسط شیل‌های ناتراوای سازندهای پابده و گورپی از مخزن آسماری جدا شده‌است، ولی ارتباط کامل بین این دو مخزن، از طریق شکستگی‌ها برقرار می‌باشد.

### مخزن خامی
مخزن گازی خلیج آغاجاری در زیر مخازن آسماری و بنگستان میدان نفتی آغاجاری قرار دارد. نخستین چاه مخزن خامی میدان آغاجاری در سال ۱۳۵۴ توسط شرکت آسکو، حفاری و به دلیل مانده‌گذاری در عملیات حفاری و عدم دستیابی به اهداف تعیین شده در برنامه، چاه مذکور در لایه‌های بالاتر مسدود گردید. عملیات حفاری در مخزن خامی میدان آغاجاری بار دیگر در سال ۱۳۸۸ توسط شرکت ملی مناطق نفتخیز جنوب از سر گرفته شد و چاه-۱۸۷ آغاجاری، با هدف توصیف سازندهای مخزن خامی و تعیین محدوده این مخزن گازی، همچنین شناخت بهتر مشخصات سنگ مخزن و در صورت امکان تولید گاز، حفاری گردید و سرانجام این چاه، در سازند فهلیان این میدان به جریان افتاد. مخزن گازی خلیج میدان آغاجاری در سازند داریان و سازند فهلیان حاوی ذخایر گاز طبیعی می‌باشد. حجم ذخیره درجای اولیه گاز طبیعی مخزن خامی میدان آغاجاری در حدود ۳۵۵ میلیارد فوت مکعب و ذخیره قابل برداشت گاز طبیعی آن ۲۷۰ میلیارد فوت مکعب برآورد می‌شود و بر اساس مطالعات اولیه، ظرفیت تولید این مخزن در حدود ۴۰ میلیون فوت مکعب در روز تخمین زده می‌شود.

## تأسیسات میدان
میدان نفتی آغاجاری با مساحت ۳۸٫۸۵۰ هکتار، دارای حجم ذخیره نفت درجای اولیه ۲۶ میلیارد بشکه می‌باشد و در سال ۱۳۱۷ بهره‌برداری از آن آغاز شده است. هم‌اکنون (۱۳۹۵) تعداد چاه‌های فعال و غیرفعال این میدان بالغ بر ۲۱۸ حلقه می‌باشد، که ۷۳ حلقه چاه نفت، ۳ حلقه چاه گاز و ۳۶ حلقه چاه‌های مشاهده‌ای، تزریقی و توصیفی، همچنین چاه‌های معلق و متروکه می‌باشند. بر روی میدان نفتی آغاجاری تاکنون ۵ واحد بهره‌برداری (مجتمع‌های بهره‌برداری شمارهٔ ۱ تا ۵ آغاجاری) احداث گردیده‌است. در حال حاضر تعداد ۲۲ حلقه از چاه‌های میدان آغاجاری از طریق فرازآوری با گاز در مدار تولید قرار گرفته‌است، که ایستگاه فرازآوری با گاز آغاجاری، به همراه ۳ حلقه چاه گازی، گاز طبیعی مورد نیاز این عملیات را فراهم می‌سازند.

## تزریق گاز
تزریق گاز در مخزن آسماری میدان نفتی آغاجاری، با هدف تثبیت فشار و افزایش برداشت نفت از مخزن، در اوایل سال ۱۳۸۸ با احداث بزرگترین ایستگاه تزریق گاز خاورمیانه، با ظرفیت تزریق روزانه ۲ میلیارد فوت مکعب، آغاز شد و هم‌اکنون به‌طور میانگین روزانه ۵۶ میلیون متر مکعب گاز به این میدان تزریق می‌گردد. میزان بازیافت نفت از این مخزن با تزریق گاز، به ۵۱٪ حجم نفت در جا افزایش خواهد یافت، به عبارت دیگر ذخایر ثانویه نهایی حاصل از تزریق گاز، ۵۱ درصد ذخایر اولیه خواهد بود.
گاز تزریقی به مخزن آغاجاری از فازهای ۶، ۷ و ۸ میدان گازی پارس جنوبی، به وسیلهٔ خط لوله پنجم سراسری به قطر ۵۶ اینچ و طول بیش از ۵۰۰ کیلومتر (طولانی‌ترین خط لوله انتقال گاز ترش جهان از عسلویه به آغاجاری) تأمین می‌شود، که پس از فشار افزایی در ایستگاه تزریق گاز آغاجاری (بزرگترین ایستگاه تزریق گاز خاورمیانه) از طریق ۱۹ حلقه چاه تزریقی، به مخزن آسماری میدان آغاجاری تزریق می‌شود.